# 1-5-0

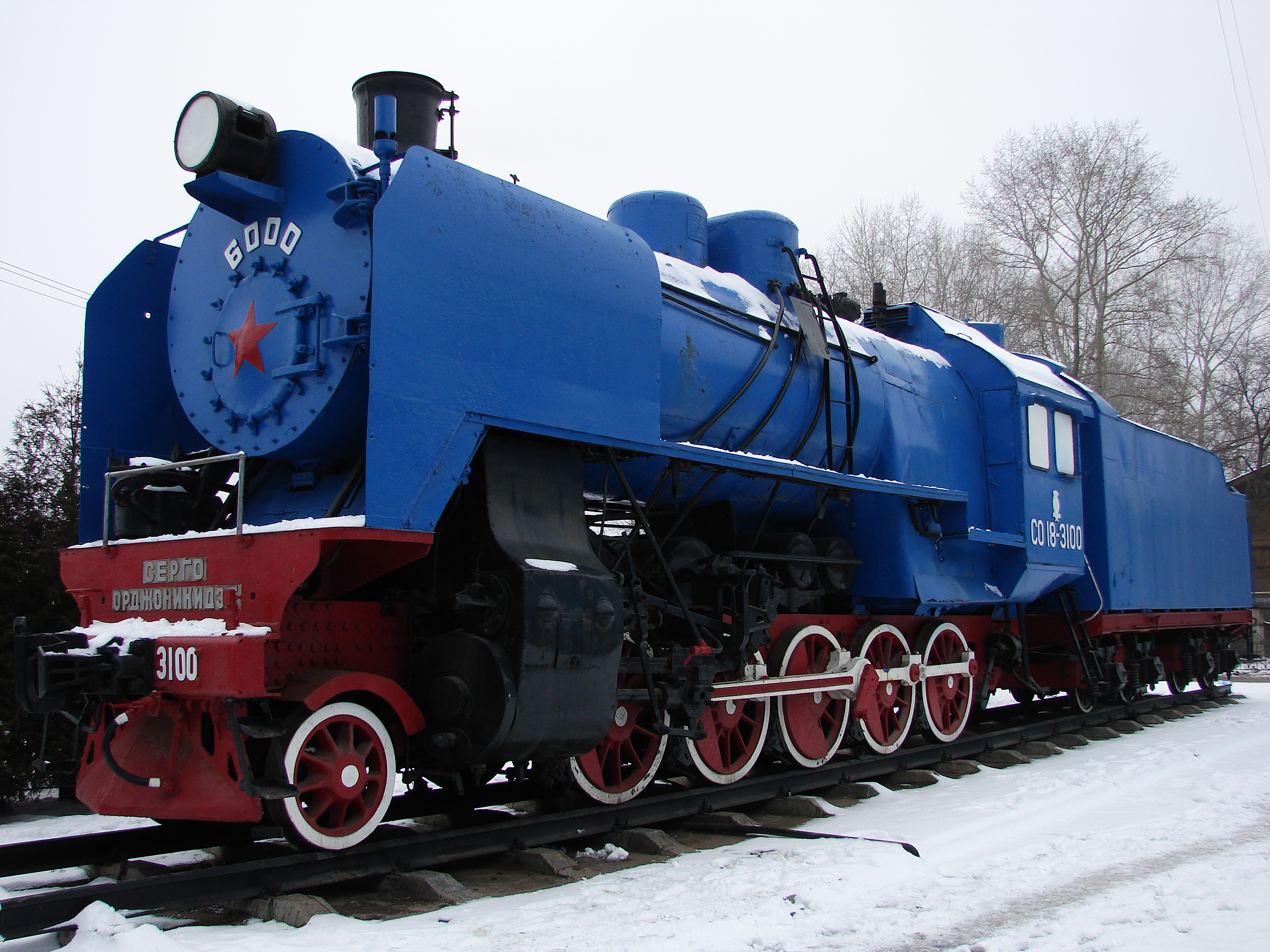
Советский паровоз СО типа 1-5-0

Схематичное изображение колёс паровоза типа 1-5-0

Тип 1-5-0 — паровоз с пятью движущими осями в одной жёсткой раме и одной бегунковой осью. Является дальнейшим развитием типов 1-4-0 и 0-5-0. По аналогии с американским названием данного типа, паровоз 1-5-0 часто называют Декапод (англ. Decapod, от латинского Decapoda), что в переводе означает Десятиног (больше подходит паровозам типа 0-5-0).
Методы записи для разных классификаций:
- Международная (UIC): 1E
- Американская: 2-10-0
- Испанская и французская: 150
- Российская: 1-5-0
- Швейцарская: 5/6

Паровозы данного типа больше всего были распространены на железных дорогах Европы, особенно в Германии и Советском Союзе. На самой «родине» — Соединённых Штатах, — паровозы такого типа получили несколько ограниченное распространение и использовались, в основном, на горных участках.

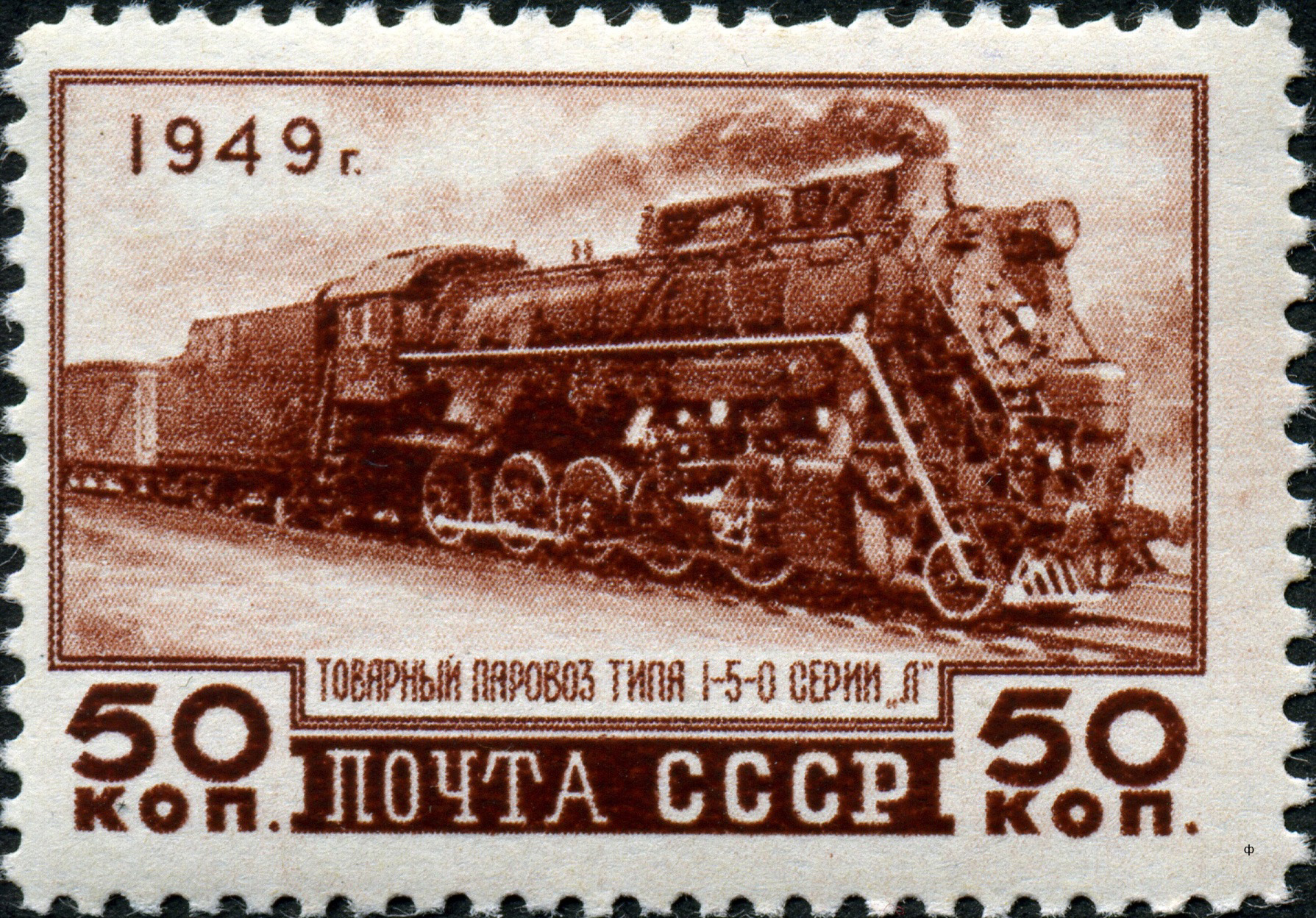
Паровоз на почтовой марке СССР 1949 года

Наличие пяти движущих осей позволяет данным паровозам развивать большие тяговые усилия, но при этом паровоз имеет длинную жёсткую базу, что осложняет его вписывание в кривые. Помимо этого, у паровозов данного типа весьма ограничены максимальные размеры топки. Это в свою очередь связано с тем, что увеличение топки приводит к перегрузу задних движущих осей (это была основная из причин появления типа 1-5-1). Вынос же топки над движущими колёсными парами ограничивал габарит подвижного состава и диаметр колёс. Основных путей решения этой проблемы было две: либо уменьшать объём топки и применять высококалорийное топливо (наиболее распространён, например в Германии), либо уменьшать диаметр движущих колёс и разместить топку над ними (по этому пути пошли русские инженеры). Также иногда применялась длинная узкая топка, размещённая между движущими колёсами (паровозы Фламма)
Максимальные скорости для таких паровозов составляют порядка 80 км/ч и поэтому паровозы 1-5-0 как правило грузовые, хотя в Германии и Великобритании они водили и скорые пассажирские поезда.

## Северная Америка

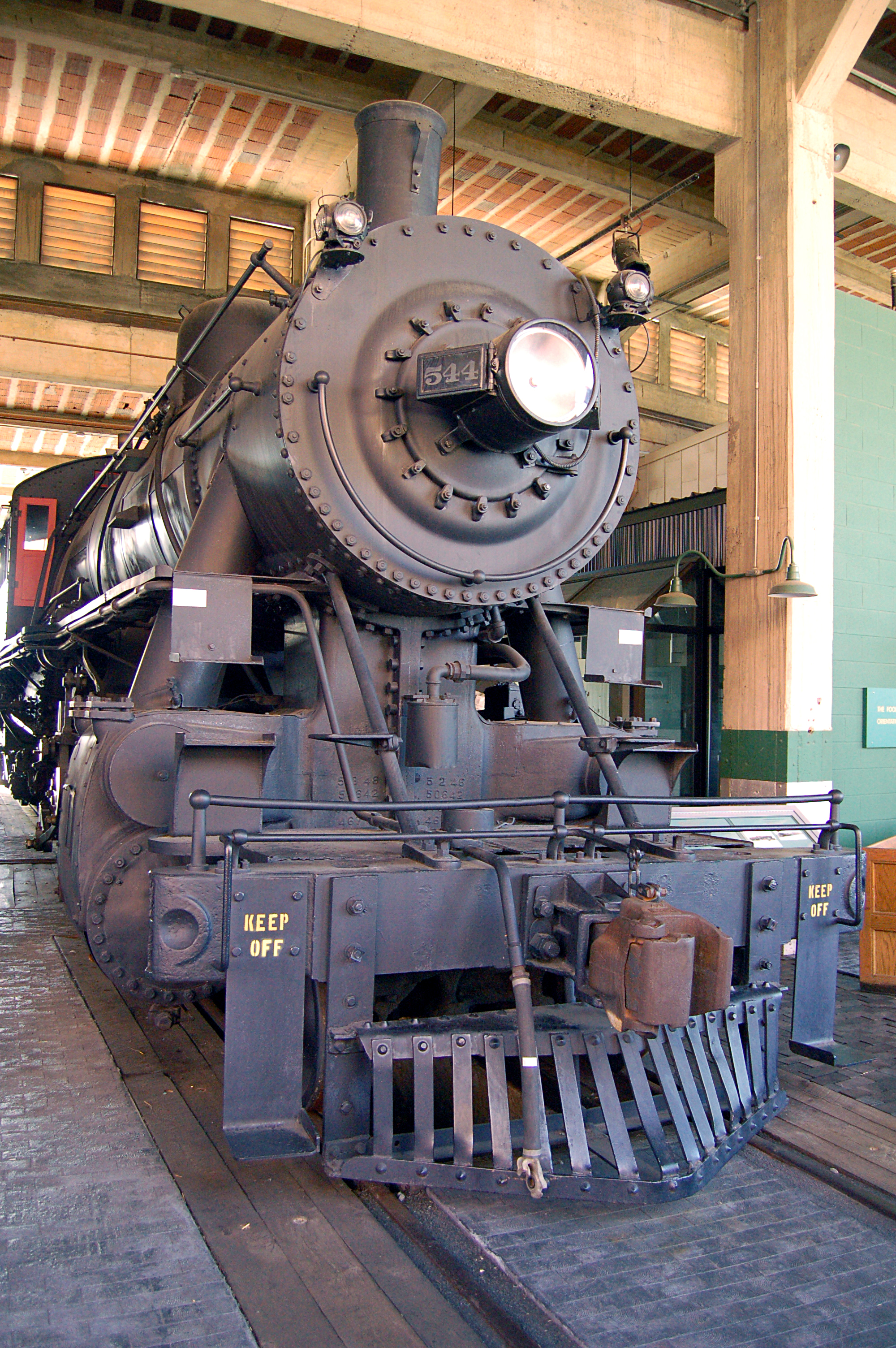
Seaboard Air Line № 544 — один из 200 паровозов не попавших в Россию

Первые Декаподы появились на дороге Lehigh Valley Railroad в 1867 году. Из-за большой колёсной базы и малого поперечного разбега колёсных пар, данные паровозы плохо вписывались в кривые и расстраивали пути. В связи с этим, их вскоре переделали в тип 1-4-0. Чуть менее 19 лет спустя Northern Pacific Railway также заказала 2 паровоза типа 1-5-0, в связи с необходимостью вождения грузовых поездов через перевал Stampede Pass на период строительства основного двухмильного (3,8 км) тоннеля. Так как для вождения поездов через крутые уклоны требовалась большая сила тяги, а скорости при этом допускались небольшие, то паровозы типа 1-5-0 в тот период получили распространение в основном именно на таких участках. В течение следующих 20 лет Декаподы строились для горных дорог, но небольшими партиями, в связи с чем были менее распространены, нежели тип 1-4-0. Наиболее активно их использовала дорога Atchison, Topeka and Santa Fe Railway, однако вскоре появились более развитые паровозы типа «Santa Fe» (1-5-1), что ещё больше ограничило применение типа 1-5-0.
Новый импульс применения на американских железных дорогах паровозов типа 1-5-0 происходит когда в 1915 году Российская империя заказала американским заводам постройку паровозов серии Е (что паровозы строились по чертежам, разработанных русскими инженерами). В общей сложности было заказано около 1200 паровозов, но в 1917 году в России произошла Октябрьская социалистическая революция, в результате которой к власти пришла партия большевиков. По политическим мотивам американские заводы прекратили поставку паровозов в Россию (всего было отправлено свыше восьми с половиной сотен) и строительство новых. В результате на складах и в процессе постройки скопилось 200 паровозов. Тогда, по решению железнодорожной администрации США, их переделали на колею 1435 мм и передали американским железным дорогам. Относительно небольшие (по сравнению с другими аналогичными американскими паровозами) и в то же время весьма мощные паровозы, которые получили обозначение Russian Decapod (Русский Декапод), оказались весьма популярны на многих американских дорогах, в результате чего большинство из них проработали вплоть до заката эры паровозов (1960-е).

## Российская империя и Советский Союз

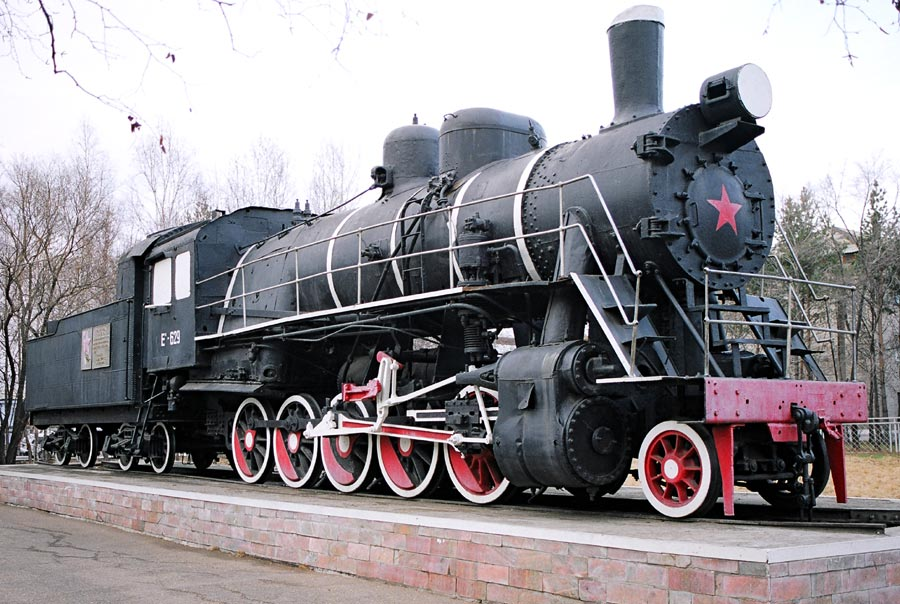
Паровоз Е^{л}−629

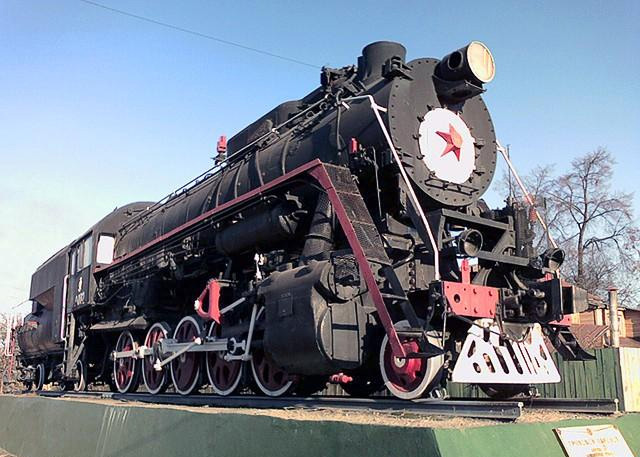
Паровоз Л

В 1895 году на Закавказскую железную дорогу поступили из США (завод Baldwin) два паровоза типа 1-5-0 которым присвоили обозначение серии Дк (декапод). Они предназначались для вождения поездов через Сурамский перевал, но из-за низкой экономичности и недостаточной силы тяги, вскоре были переведены на равнинные участки. Также в 1915—1918 и 1944—1947 гг. американские заводы ALCO, Baldwin и Canadian Locomotive Company поставили на российские и советские железные дороги около 3 тысяч паровозов серии Е самых различных модификаций: Еа, Ек, Ел, Ем, Емв, Ес, Еф. В 1934 году советские паровозостроительные заводы начали выпускать паровозы серии СО (Серго Орджоникидзе), которые фактически представляли собою паровоз Э типа 0-5-0 с утяжелённым и удлинённым котлом увеличенной мощности, потребовавшим добавления бегунковой тележки. Паровозы СО выпускались до 1951 года, но, как и Э, имели тонкую листовую раму. В 1945 году на Коломенском заводе был создан паровоз «Победа», который в 1947 сменил обозначение серии на Л (в честь Лебедянского). Паровоз имел нагрузку на ось не более 18 тс, что позволяло эксплуатировать его на восстановленных после войны железнодорожных путях, и при этом был мощнее всех предыдущих советских паровозов типа 1-5-0. Характерной чертой «Лебедянки» стала отставленная назад для поддержания топки последняя приводная ось. Паровоз Л выпускался до 1955 года, а всего было построено 4200 локомотивов. Послужил прототипом для паровоза ЛВ типа 1-5-1. Помимо этого, в период Великой Отечественной войны на советские железные дороги поступили в качестве трофеев несколько сотен немецких (Kriegslokomotive тип 52, присвоено обозначение ТЭ — Трофейный, эквивалентен по мощности серии Э) и польских паровозов типа 1-5-0 (Ty23 и Ty37).

## Германия

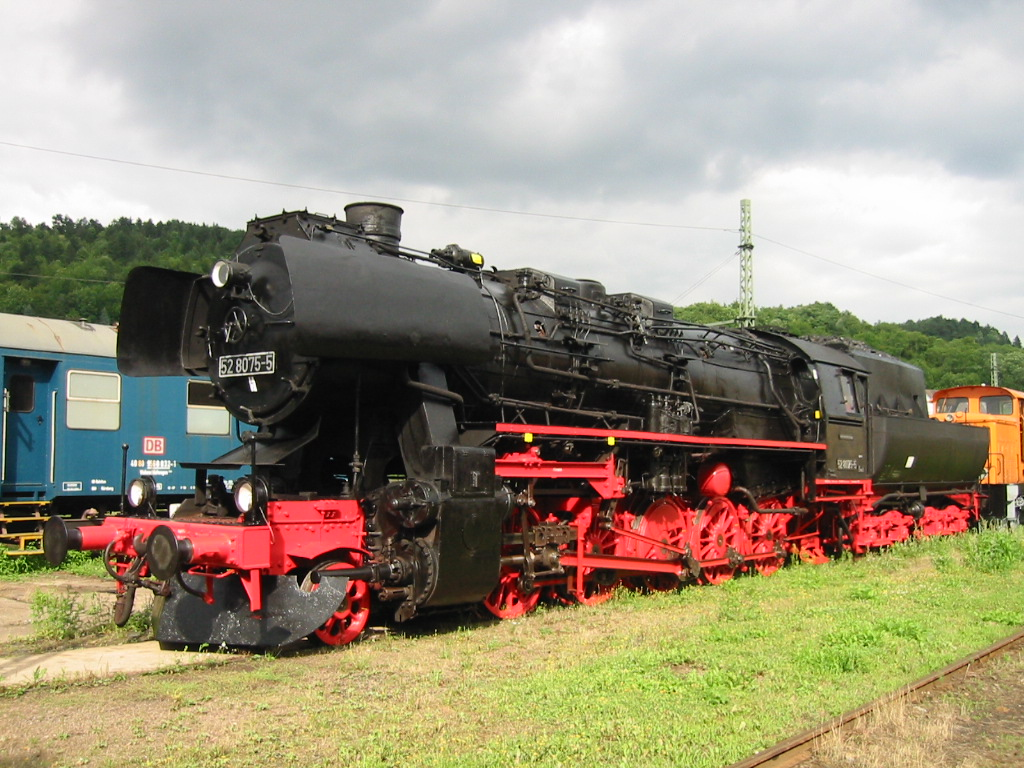
Паровоз BR 52

На территории Германии первые паровозы этого типа появились в 1915 году и ими были прусские трёхцилиндровые G 121 завода Henschel. Они строились до 1917 года, после чего их сменили паровозы версии G 12, которая выпускалась до 1924 года. В дальнейшем этим паровозам присвоили обозначение серии 58. С 1926 года немецкие заводы выпускали трёхцилиндровые BR 44 (1753 шт) и двухцилиндровые BR 43 (35 шт) и более массовый BR 50 (3164 шт). В период Второй мировой войны конструкция паровозов BR 44 и BR 50 была упрощена, однако их производство в условиях войны всё равно было сложным. Тогда с 1941 года немецкие заводы начали выпускать военные паровозы BR 52 (6161 шт) и BR 42 (844 шт). После окончания войны, многие из этих немецких паровозов попали на железные дороги других стран (Австрия, Бельгия, Польша, СССР, Франция и т. д.)

## Польша

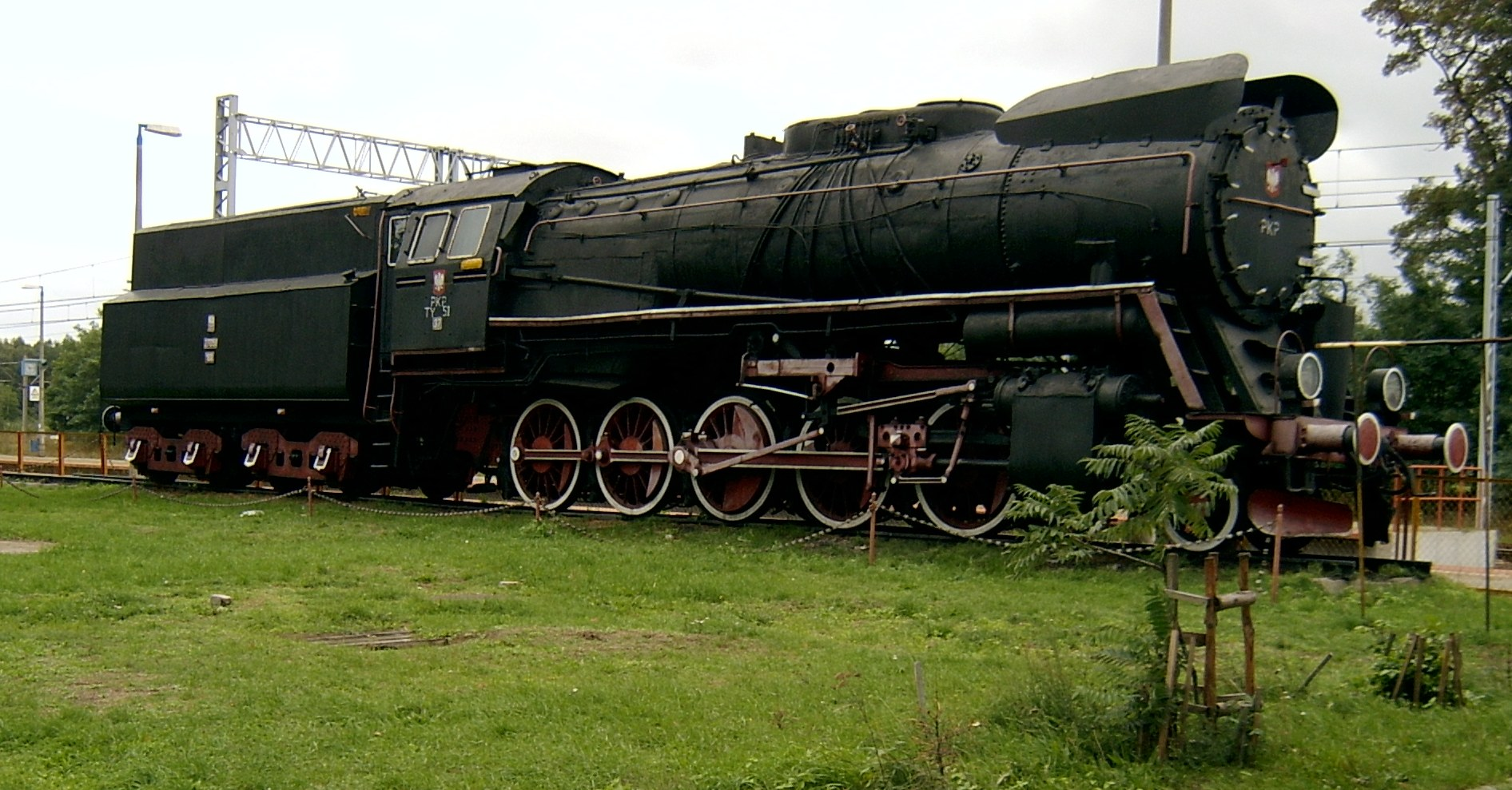
Паровоз Ty51

С 1923 году немецкий завод Шварцкопф по проекту инженера Вацлава Лопушинского начал строить для Польши паровозы серии Ty23. Впоследствии эти паровозы строились также на бельгийских и польских заводах вплоть до 1934 года, а всего было построено 612 штук. В 1937 году на основе его конструкции на заводе Fablok был создан паровоз Ty37, который строился до 1942 года (37 шт.). В период войны часть этих паровозов попала на железные дороги Германии и Советского Союза. В свою очередь, после войны на дорогах Польши оказались трофейные немецкие паровозы типа 1-5-0 серий BR 44, BR 50, BR 52, BR 58 (см. выше). С 1945 года заводы Fablok и Цегельского начали выпускать паровоз Ty45 (428 шт.), который был создан на основе конструкции Ty37 и с учётом конструкции немецкого BR 52. В 1951 году вместо него стал выпускаться паровоз Ty51, который строился до 1958 года. Также в 1947 году Польша приобрела 100 паровозов американского производства, которые получили обозначение серии Ty246

## Франция

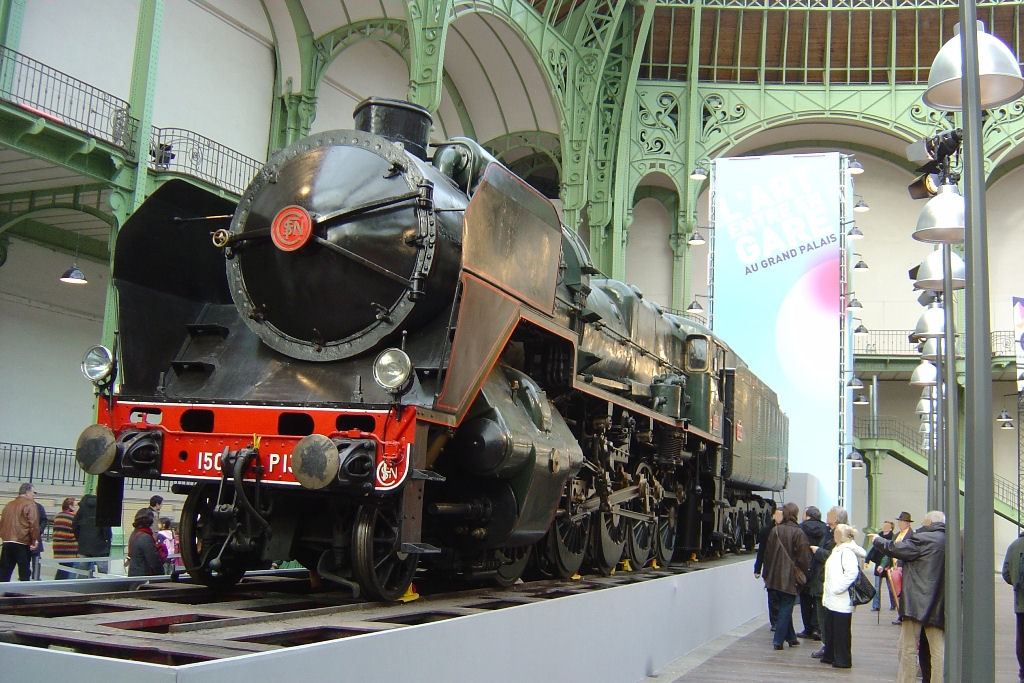
Паровоз 150 P

В 1918 году, после окончания Первой мировой войны и возвращением Франции территории Эльзас-Лотарингии, на французские железные дороги попало несколько десятков немецких паровозов серий G 12 и G 121. Помимо этого, С 1915 по 1951 год французскими заводами было выпущено порядка пяти сотен паровозов типа 1-5-0. В основном паровозы данного типа эксплуатировались на сети дорог в Эльзас-Лотарингии, частных железных дорогах Париж-Орлеан, Франс-де-Норд и франц-де-Ост, Восточная), а также на национальных французских железных дорогах. Паровозы немецкого и французского производства имели славу мощных и надёжных локомотивов. На горных дорогах они, помимо грузовых поездов, водили и пассажирские поезда. После окончания Второй мировой войны, на французские железные дороги поступило ещё около 200 немецких военных паровозов типа 1-5-0 (BR 50, BR 52 и BR 44). В основном эксплуатация паровозов типа 1-5-0 во Франции закончилась к концу 1960-х.

## Великобритания

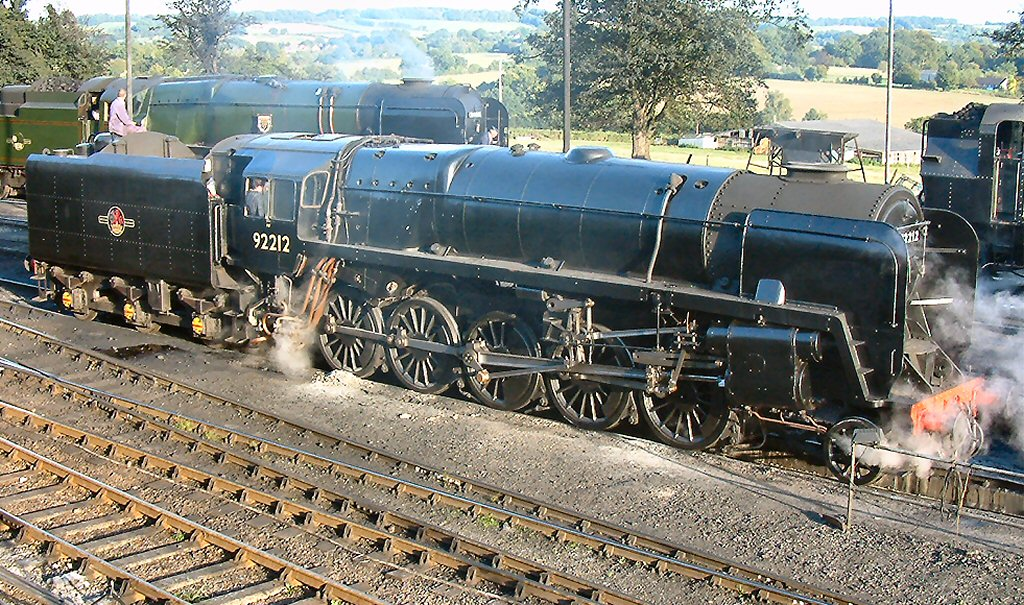
Паровоз BR 9F

В Великобритании паровозы с большим числом движущих осей были редкостью и не пользовались популярностью. В результате на английских заводах паровозы типа 1-5-0 начали выпускаться лишь в период Второй мировой войны, да и то по указанию Военного департамента. Им стал паровоз Austerity типа 1-5-0 выпущенный в 1943 году на базе паровоза типа 1-4-0. Всего до 1945 года было построено 150 паровозов серии. В 1954 году на его базе был создан паровоз BR 9F, который выпускался до 1960 года. Всего был построен 251 паровоз, причём последний из них (№ 92220 «Вечерняя звезда») стал последним построенным в Великобритании паровозом.

## Финляндия
В 1947 году Финские железные дороги (VR) приобрели у американских заводов ALCO и Baldwin по 10 паровозов типа S-25. Эти паровозы были ничем иным, как паровозами Ем, что заводы строили для СССР, но прекратили, по причине отказа последнего от дальнейших поступлений. На финских железных дорогах паровозы получили обозначение серии Tr2 (фин. Tavarajunaveturi raskas — товарный паровоз тяжёлого типа) и номера 1300—1309, после чего стали эксплуатироваться в южных областях Финляндии, водя длинные и тяжёлые грузовые поезда. В 1960-х эти паровозы были списаны и большинство из них разрезали на металлолом. Исключением стал последний паровоз серии — Tr2-1309, которому был проведён косметический ремонт, а в 1986 году паровоз стал экспонатом Финского железнодорожного музея. Из всех, когда-либо эксплуатировавшихся в Финляндии паровозов, Tr2 были самыми сильными.